# カトリーヌ・ドモンジョ
カトリーヌ・ドモンジョ（Catherine Demongeot、1950年5月16日 - ）は、フランスの元子役女優である。

## 人物・来歴
フランスの首都パリに生まれる。
1960年（昭和35年）、レイモン・クノー原作、ルイ・マル監督の『地下鉄のザジ』の主人公ザジ役に抜擢されてデビュー、同作は大ヒットし、ドモンジョはいきなりスターになる。翌1961年（昭和36年）には、ジャン＝リュック・ゴダール監督の映画『女は女である』にザジ役のまま出演した。その後、19歳になる1967年（昭和42年）までに2本に出演し、引退した。
引退の39年後、2006年（平成18年）に、ルイ・マル監督の弟で映画プロデューサーのヴァンサン・マルが、イギリスでの『地下鉄のザジ』のDVDリリース（オプティマム・リリーシング社、親会社はヴィヴェンディ）に際してのインタヴューによれば、それ以上の映画出演はしなかったし、のちに歴史家になったとのことである。

## フィルモグラフィ

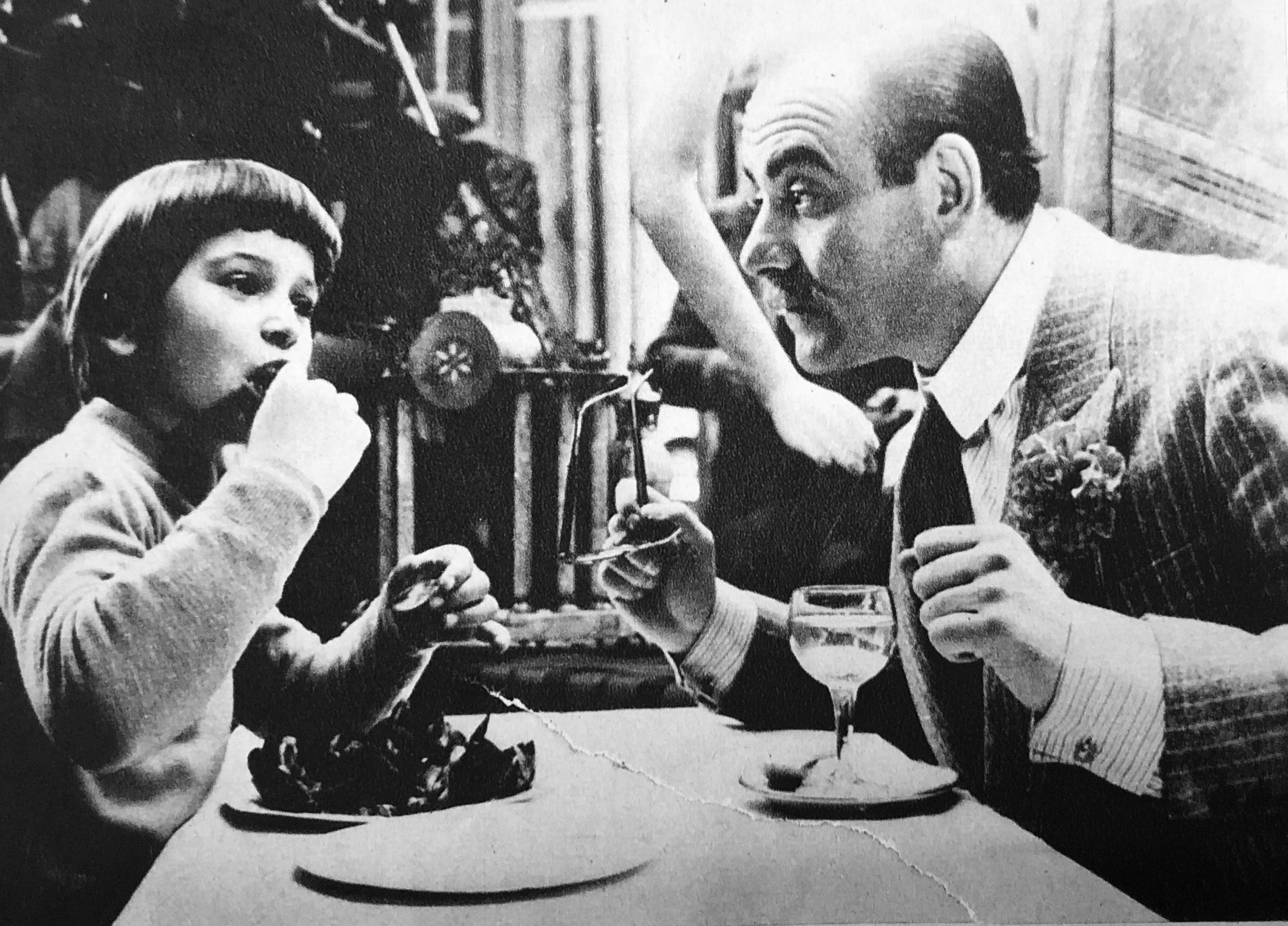
『地下鉄のザジ』（1960年）

- 『地下鉄のザジ』 Zazie dans le métro : 監督ルイ・マル、1960年 - ザジ役 （10歳、デビュー作）
- 『女は女である』 Une femme est une femme : 監督ジャン＝リュック・ゴダール、1961年 - ザジ役 （11歳）
- 『銀行を焦げつかせろ』 Faites sauter la banque! : 監督ジャン・ジロー、1964年 - コリンヌ・ガルニエ役 （14歳）
- 『闇をつきぬけろ・真夜中の大略奪』 Mise à sac : 監督アラン・カヴァリエ、1967年 - フランソワーズ役 （17歳、引退作）

## 関連事項
- オプティマム・リリーシング （en:Optimum Releasing）

## 註
1. ↑  The Louis Malle Collection - Vol. 1, DVD, Optimum Releasing, 26 Jun 2006.